# Curitibanos
Curitibanos é um município brasileiro do estado de Santa Catarina. Localiza-se a uma latitude 27º16'58" sul e a uma longitude 50º35'04" oeste, estando a uma altitude de 987 metros. Possui uma área de 953,67 km² e sua população, conforme estimativas do IBGE de 2018, era de 39 595 habitantes.

## Toponímia
No ano de 1679, um bandeirante paulista, morador de Curitiba, chamado Guilherme Dias Cortes, genro de Baltasar Carrasco dos Reis, fez uma excursão pela Região Sul do Brasil, nomeando alguns lugares por onde passou. Ele nomeou um campo chamado "Dos Curitibanos", foi chamado também "Campo dos Curitibanos" e "Pouso dos Curitibanos".
Em 22 de março de 1824, passou a se chamar "Freguesia de Nossa Senhora dos Curitibanos".
Foi no dia 11 de junho 1869, que foi criado o município de Curitibanos. O título de cidade só foi concedido em 31 de março de 1938.

## História

### Surgimento
Antes da colonização, o Planalto Catarinense era habitado por diversos povos indígenas, entre eles os caingangues e guaranis, povos que viviam fartamente adaptados ao clima e à geografia local, e que cujos ancestrais foram responsáveis pela plantação da grande mata de araucária. Possuíam uma cultura e tecnologia de ponta para viverem em harmonia com o ecossistema local. Com o avanço dos colonizadores nas áreas de campos, os indígenas foram massacrados e os sobreviventes fugiram para outros locais
O sargento-mor de cavalaria Francisco de Sousa e Faria recebeu a incumbência de construir a Estrada das Tropas (ou Caminho dos Tropeiros), sendo os trabalhos iniciados em 11 de fevereiro de 1728, começando em Araranguá e indo até Curitiba. Tais trabalhadores abriram picadões na mata fechada, tendo os insetos e doenças sido um dos maiores problemas naquele momento. No ano seguinte vieram até "campos chamados 'dos Curitibanos'", e chegaram ao destino final em setembro de 1730. Aproximadamente a 1732, o tropeiro Cristóvão Pereira de Abreu criou um atalho na rota de Sousa e Faria, partindo "das Tajucas" (atual Bom Jardim) passando por São Joaquim e por Lages e voltando ao picadão original na altura de 12 a 15 quilômetros após Ponte Alta. Vários caminhos e ramais foram sendo elaborados, o que tornou o "Entreposto de Nossa Senhora da Conceição dos Curitibanos" como o "Pouso" principal por ser um local de encontro entre os caminhos que vinham do "maior celeiro da América do Sul em gado bovino, equino e muar".
Em 11 de junho de 1869, a Vila de Nossa Senhora da Conceição dos Curitibanos emancipou-se de Lages através da lei número 626.

O incêndio se espalhava com fúria devido às grandes chamas que torrencialmente desabavam sobre a desditosa vila, tornando-se um verdadeiro eclipse. Na casa do coronel Albuquerque, havia um que quer que seja, pois os bandidos tentaram queimá-la desde a manhã e só conseguiram já pela tarde. Queimaram cozinha e os galpões, mas a casa continuava intacta. Diziam mesmo que aquela casa tinha qualquer mistério. Ao entrarem na casa para incendiá-la, os bandidos encontraram diversas imagens de santos. Quando foram retiradas essas imagens e estampas, a casa começou a pegar fogo.

Relato de um morador da vila (Jornal "O Dia", 22/10/1914)
Em 26 de setembro de 1914, em plena Guerra do Contestado, um grupo de caboclos atacou a cidade como resposta a ataques anteriores. Eles possuíam nesse momento o apoio dos oligarcas inimigos do Coronel Albuquerque, oligarca local e então superintendente municipal. Conforme relatos, o objetivo era matar o coronel, que havia fugido para Blumenau, e havia ordenado um ataque anterior ao povo caboclo em Taquaruçú. Como não o encontraram, os caboclos puseram fogo na vila causando a destruição de dezoito casas, entre as quais estavam a casa do coronel, as instalações do jornal "O Trabalho" de propriedade do coronel, a Intendência Municipal (sede do poder), a estação telegráfica, cinco estabelecimentos comerciais, a cadeia pública e o cartório de registro de imóveis. As casas dos simpatizantes dos jagunços e as que possuíam fotos do Monge João Maria foram poupadas. Ninguém morreu durante este acontecimento histórico, mas causou um enorme atraso no desenvolvimento (em 1937 apenas 35 novas casas haviam sido construídas). O ataque a prédios públicos mostra que a revolta do povo caboclo organizado era contra os políticos e oligarcas locais que, associados ao grande capital representado pela empresa Lumber & Colonization Company, iniciaram um processo radical de expropriação e mercantilização do território e destruição do modo de vida caboclo.
A história de Curitibanos registra, ainda, graves episódios ocorridos ao longo da sangrenta Guerra do Contestado, que envolveu as populações marginalizadas da região, vindas não somente das expulsões que a companhia "Southern Brazil Lumber & Colonization Company" promoveu na região da ferrovia "São Paulo-Rio Grande", mas também dos trabalhadores dela dispensados, e as forças armadas estaduais e os grandes fazendeiros da região. Essas populações caboclas se agrupavam naquilo que chamavam de "redutos", que eram vilas onde se defendiam e onde produziam para subsistência, e eram inspirados pelas lideranças dos monges José e João Maria. Massacrados pelo Estado e pela empresa de Percival Farquhar, essa massa se revolta, o que resultou na Guerra do Contestado, conflito esmagado pelas polícias dos Estados do Paraná e de Santa Catarina, e pelas milícias dos fazendeiros. Eram (e, por vezes ainda são) chamados erroneamente de "fanáticos", porém, aquela forma religiosa de organização era a única maneira de se fazerem ouvir pelas autoridades.
No final da década de 1980, o art. 3º do Ato das Disposições Constitucionais Transitórias promulgado com a Constituição do Estado de Santa Catarina determinou a realização de consulta à população do estado acerca da transferência de sua capital para o município de Curitibanos. O plebiscito, entretanto, nunca ocorreu.

## Geografia
Está localizado na encosta do planalto catarinense no centro geográfico de Santa Catarina. Por este motivo, o terreno é favorecido para a utilização de máquinas nas plantações. Curitibanos está situado na bacia do Uruguai, sendo cortado por seis rios: Marombas, das Pedras, rio Canoas, Correntes, dos Cachorros e Raso ou Pocinhos. A vegetação predominante já foi a mata dos pinhais ou mata das araucárias.
Vários municípios surgiram de Curitibanos. Em 1881, Campos Novos tornou-se independente, cidade da qual ainda são oriundos os municípios de Caçador, Capinzal, Piratuba e Erval Velho. Outros municípios que conseguiram a independência ao longo dos anos inclui Santa Cecília, Fraiburgo, Matos Costa, Ponte Alta, Lebon Régis e Canoinhas (deste ainda surgem Papanduva, Três Barras e Major Vieira). Por último, desmembraram-se ainda São Cristóvão do Sul e Ponte Alta do Norte.
O clima é subtropical de tipo úmido, com chuvas regulares durante todo o ano. O verão é fresco, com frio predominante durante a maior parte do ano. O inverno é moderadamente rigoroso, com geadas anuais e neve eventual. Segundo dados da estação meteorológica automática do Instituto Nacional de Meteorologia (INMET) no município, a menor temperatura registrada em Curitibanos foi de −4,4 °C em 7 de julho de 2019 e a maior atingiu 34,5 °C em 2 de outubro de 2020. O maior acumulado de precipitação em 24 horas alcançou 102,2 milímetros (mm) em 30 de agosto de 2011. A rajada de vento mais forte chegou a 43,3 m/s (155,9 km/h) em 21 de julho de 2011. O menor índice de umidade relativa do ar (URA) foi de 12% em 31 de outubro de 2009 e em maio de 2013, nos dias 8 e 9.
| Dados climatológicos para Curitibanos                                                             | Dados climatológicos para Curitibanos | Dados climatológicos para Curitibanos | Dados climatológicos para Curitibanos | Dados climatológicos para Curitibanos | Dados climatológicos para Curitibanos | Dados climatológicos para Curitibanos | Dados climatológicos para Curitibanos | Dados climatológicos para Curitibanos | Dados climatológicos para Curitibanos | Dados climatológicos para Curitibanos | Dados climatológicos para Curitibanos | Dados climatológicos para Curitibanos | Dados climatológicos para Curitibanos |
| Mês                                                                                               | Jan                                   | Fev                                   | Mar                                   | Abr                                   | Mai                                   | Jun                                   | Jul                                   | Ago                                   | Set                                   | Out                                   | Nov                                   | Dez                                   | Ano                                   |
| ------------------------------------------------------------------------------------------------- | ------------------------------------- | ------------------------------------- | ------------------------------------- | ------------------------------------- | ------------------------------------- | ------------------------------------- | ------------------------------------- | ------------------------------------- | ------------------------------------- | ------------------------------------- | ------------------------------------- | ------------------------------------- | ------------------------------------- |
| Temperatura máxima recorde (°C)                                                                   | 32,6                                  | 33,1                                  | 32,3                                  | 30,6                                  | 28,4                                  | 25,7                                  | 26,7                                  | 29,8                                  | 32,6                                  | 34,5                                  | 33,1                                  | 34                                    | 34,5                                  |
| Temperatura máxima média (°C)                                                                     | 26,3                                  | 25,7                                  | 24,9                                  | 22,3                                  | 18,9                                  | 17,6                                  | 17,5                                  | 19,3                                  | 19,5                                  | 21,6                                  | 24,1                                  | 26,1                                  | 22                                    |
| Temperatura média (°C)                                                                            | 20,8                                  | 20,5                                  | 19,3                                  | 16,9                                  | 13,8                                  | 12,2                                  | 11,6                                  | 13,3                                  | 14,2                                  | 16,7                                  | 18,5                                  | 20,3                                  | 16,5                                  |
| Temperatura mínima média (°C)                                                                     | 16,7                                  | 16,5                                  | 15,5                                  | 13,2                                  | 9,4                                   | 8,1                                   | 7,7                                   | 8,8                                   | 10,5                                  | 12,8                                  | 14,1                                  | 16                                    | 12,4                                  |
| Temperatura mínima recorde (°C)                                                                   | 8,3                                   | 6,5                                   | 3,1                                   | 0,1                                   | −2,9                                  | −3,8                                  | −4,4                                  | −3                                    | −1,5                                  | 3                                     | 5                                     | 7,8                                   | −4,4                                  |
| Precipitação (mm)                                                                                 | 168,5                                 | 145,3                                 | 133,6                                 | 90,1                                  | 103,8                                 | 102,1                                 | 122,6                                 | 116,3                                 | 139,6                                 | 162,7                                 | 83,4                                  | 111,7                                 | 1 479,4                               |
| Umidade relativa (%)                                                                              | 79                                    | 79                                    | 80                                    | 79                                    | 79                                    | 80                                    | 78                                    | 74                                    | 77                                    | 79                                    | 74                                    | 74                                    | 78                                    |
| Insolação (h)                                                                                     | 198                                   | 166                                   | 178                                   | 173                                   | 174                                   | 148                                   | 165                                   | 187                                   | 145                                   | 157                                   | 203                                   | 215                                   | 2 109                                 |
| Fonte: Instituto Nacional de Meteorologia (INMET) (recordes de temperatura: 27/02/2008-presente)  |                                       |                                       |                                       |                                       |                                       |                                       |                                       |                                       |                                       |                                       |                                       |                                       |                                       |
| Fonte 2: Empresa Brasileira de Pesquisa Agropecuária (EMBRAPA) (médias climatológicas: 1976-2005) |                                       |                                       |                                       |                                       |                                       |                                       |                                       |                                       |                                       |                                       |                                       |                                       |                                       |

## Economia

### Agricultura
O Município é grande produtor agrícola, com destaque na produção de cereais como soja e milho, fruticultura, especialmente  maçã, caqui e pêssego. Destaque, ainda, para a produção de alho, que lhe já conferiu o título de  "capital nacional do alho"

### Pecuária
Destaca-se a criação de bovinos.

## Educação
Antes de 1930, nas áreas do interior, as escolas eram praticamente inexistentes devido à pouca quantidade populacional. Os habitantes que tinham melhor condições financeiras contratavam professores particulares, enquanto as outras crianças (serviçais e vizinhos) podiam aproveitar para estudar junto.
O município tem escolas públicas e particulares. As séries vão do 1º ano até o Ensino Médio. Há também vários Centros Educacionais Infantis (CEIs). O Ensino Superior conta com a Universidade do Contestado (UnC) que é de ensino privado e a Universidade Federal de Santa Catarina (UFSC) Campus Curitibanos que é de ensino público.
As obras da UFSC começaram em 2008 e em 2010 foi inaugurada a universidade, na qual seu primeiro curso foi o de ciências rurais. Na inauguração estiveram presentes alunos, funcionários e autoridades, como o ministro da Educação Fernando Haddad, o presidente Lula que não pode comparecer fez um discurso ao vivo em um telão.

## Organização Político-Administrativa
O Município de Curitibanos possui uma estrutura político-administrativa composta pelo Poder Executivo, chefiado por um Prefeito eleito por sufrágio universal, o qual é auxiliado diretamente por secretários municipais nomeados por ele, e pelo Poder Legislativo, institucionalizado pela Câmara Municipal de Curitibanos, órgão colegiado de representação dos munícipes que é composto por vereadores também eleitos por sufrágio universal.

### Divisão administrativa
Há 14 bairros que compõem a zona urbana de Curitibanos:
- Centro
- São Luis
- São José
- Bosque
- Santo Antônio de Pádua
- São Francisco
- Getúlio Vargas
- Água Santa
- Nossa Senhora Aparecida
- Bom Jesus
- Universitário
- Cohab I
- Cohab II
- Bela Vista.

### Símbolos municipais
Bandeira
A bandeira de Curitibanos foi criada através da lei nº 755, de 14 de agosto de 1968.
A bandeira é branca, com dezesseis faixas da cor vermelha que simbolizam o poder municipal. Já no retângulo, ao centro, há o brasão, que representa a sede do município.
Brasão
Foi criado pela mesma lei da bandeira. Encimando o brasão, há oito torres, das quais apenas cinco são visíveis, pela respectiva do desenho, e significam que a cidade é Sede de Comarca. A cor metal prata, no corpo do escudo está a simbolizar a amizade, a equidade, a justiça, a inocência e a pureza. A cor vermelha do chaveirão (como se fosse um compasso aberto) simboliza a coragem, a valentia e a audácia dos desbravadores do sertão brasileiro.
Bem ao centro do brasão, há dois corcéis, desprovidos de arreios, dizem-se alegres e brincalhões, simbolizando a independência e a liberdade. Por serem pretos, indicam ao mesmo tempo, a sabedoria, a simplicidade, a prudência, a honestidade, e a moderação. Logo acima, existe uma roda de oito raios, com aro armado de navalhas: é o símbolo de Santa Catarina.
Na parte inferior do escudo, encontraremos o de Curitiba, de cujo nome, segundo a tradição, provém o nome de Curitibanos.
Os pinheiros laterais simbolizam a principal vegetação do município.
Finalmente, no listel, ao centro, o nome do município e nas laterais aparece os anos de 1873 quando houve a instalação da sede do município e 1869, ano da criação do município.

## Voluntariado
Rotary International
O Rotary Club de Curitibanos foi fundado em 3 de fevereiro de 1951, tendo como seu primeiro presidente Ricarte de Freitas, um magistrado. A importância da família rotária na cidade é notável. Graças a uma comissão composta por rotarianos, a Universidade Federal de Santa Catarina (UFSC) ganhou um campus em Curitibanos. O Rotary Club de Curitibanos construiu a Escola Rotary, que viria a se tornar o Núcleo Municipal Rotary, uma referência educacional no estado. Além dos marcos rotários presentes na cidade, o clube ergueu uma estátua denominada Monumento às Mães, localizada no centro da Praça da República.
Em 2006, o clube apadrinhou o Rotary Club de Curitibanos-Sul, que é conhecido pela fundação do Grupo Escoteiro Curitibanos-102/SC e pela produção de fraldas geriátricas. Também existem o Rotaract Club de Curitibanos-Grimpa e o Interact Club de Curitibanos-Fraternidade.
Desde sua fundação, o Rotary Club de Curitibanos tem realizado diversas ações, desde pequenas palestras e aquisições de produtos para suprir necessidades específicas de determinados grupos, até grandes projetos como a criação da Escola Rotary e o apoio à vinda da UFSC para Curitibanos. Essas iniciativas foram desenvolvidas em parceria com outras entidades da sociedade civil, como o Lions Club. Inicialmente, o clube era exclusivo para homens, enquanto as mulheres dos rotarianos se reuniam em um clube paralelo chamado Casa da Amizade. Por volta de 2005, o Rotary Club de Curitibanos tornou-se misto, o que levou ao enfraquecimento e fechamento da Casa da Amizade, com todos os membros formando um único clube misto.
O clube já teve cinco governadores no Distrito 4740, sendo os mais recentes Olávio Gevehr e Ulmerindo Fernandes de Oliveira. No nível de Rotaract, já teve um Representante Distrital, Isael Filipe Torres, no ano rotário 2018/2019. Atualmente, João Vitor Biazotto Fabrício é o Representante Distrital de Interact no ano rotário 2024-2025, e Presidente Nacional da MDIO Interact Brasil, 2025-2026.

## Turismo
Portal do Contestado, Curitibanos foi palco de grandes batalhas históricas e campo de passagem dos tropeiros também durante a Revolução Farroupilha, uma terra com muita história para contar. A cidade hoje é um contraste de história versos a modernidade que chega vagarosa porém não despercebida. Dentre os principais atrativos turísticos podemos destacar o comércio local que é bem diversificado e um dos principais destaques é a culinária, bons restaurantes, bares e cafés fazem da cidade um local agradável para passear com toda a família. A rede hoteleira também tem crescido e apresenta hoje ótimas opções e o que há de melhor em Santa Catarina e no Brasil.

### Museu
O nome do museu é Antonio Granemann de Sousa. O museu foi fundado em 1972, cujo prédio foi antes a prefeitura municipal de Curitibanos. Os principais artigos históricos do acervo são da Guerra do Contestado.

### Igreja Matriz Imaculada Conceição

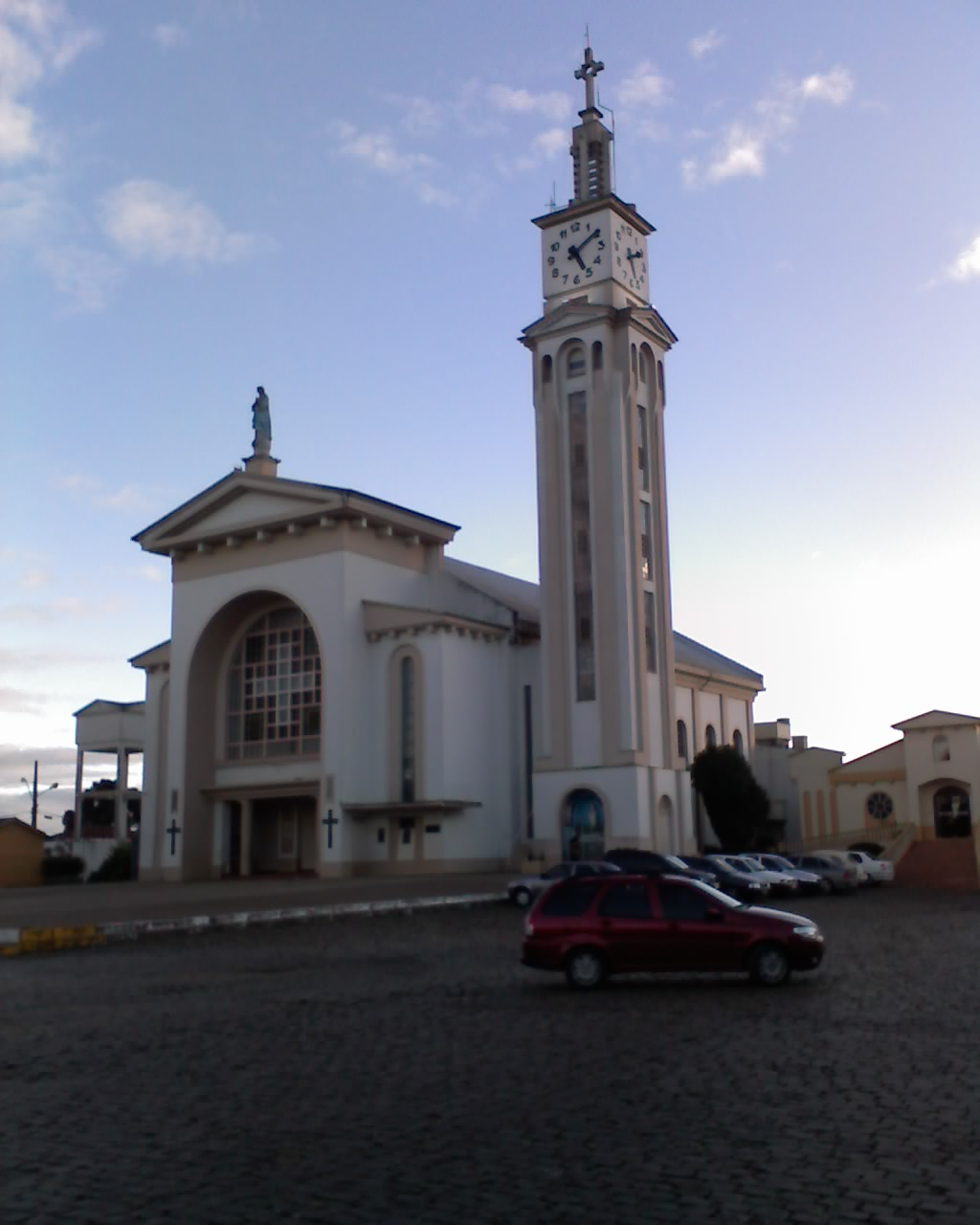
A Igreja Matriz localiza-se no Centro de Curitibanos.

Destaca-se sua arquitetura com desenhos na parede e no teto. Este monumento faz parte do turismo religioso do município.

### Expocentro
É uma das maiores festas de Santa Catarina, com exposição de animais bovinos, ovinos e cavalos, jogos e shows, restaurantes rústicos, que destacam na culinária local, além de pavilhões onde expõem a indústria e o comércio e acontece em todo mês de maio, a festa é realizada a cada um ano. A festa é realizada no parque de exposições Pouso do Tropeiro.
Em 2015, o Prefeito José Antonio Guidi, o "Dudão", cancelou o evento, alegando falta de verba.

### Capão da Mortandade
Foi o palco da Revolução Farroupilha. Neste lugar aconteceu uma sangrenta batalha, onde os corpos das pessoas mortas foram enterrados, dando origem ao nome Mortandade.